# Kodak Alaris Ltd.
A Kodak Alaris Ltd. egy 2013 szeptemberében alapított cég, amely az Egyesült Királyságban az Eastman Kodak Company-ből kiválva alakult meg. A Kodak Pension Plan (KPP) befektetői csoport hozta létre.

## A cégről
A cég az egész világon képviselteti magát, egy globális vállalat, amely 34 országban van jelen.
2016-ban több mint 3000 alkalmazott dolgozik világszerte a Kodak Alarisnál.[forrás?]
Központja Hemel Hempstead-ben található az Egyesült Királyságban, északi irányba 25 mérföldre Londontól. A cég vezetője Ralf Gerbershagen, a divízió elnökök Dennis Olbrich és Nicki Zongrone.
A Kodak Alarisnak jelenleg két üzletága van.

## Üzletágai

### Fotográfiai üzletág
A fotográfiai üzletág, azaz Personalized Imaging a hagyományos fotográfia területét és a digitális fotónyomtatási területeket fedi le. A hagyományos fotó negatív felbontása és minősége még mindig verhetetlen, ezért a profi fotósok a mai napig használják ezt munkájuk során a digitális eszközeik mellett. Számukra biztosítja a professzionális negatív filmeket a cég, illetve biztosítja ezek laboratóriumi előhívását is.

#### Professzionális fotó üzletág
Fotográfiai szaküzletek üzemeltetése, a fotósok átfogó portfólióját biztosítja hagyományos fotópapírra, professzionális filmek, fotópapír, kijelzők és szoftverek készítése, hőnyomtatási technológia alkalmazása.

#### Kiskereskedelmi fotó üzletág
A világ vezető szerepét betöltő kiskereskedelmi fotó kioszk és száraz laboratóriumi rendszerek.

#### Esemény- és élményfotózás
Digitális ajándéktárgyak, élményfotózási rendszerek és megoldások vidámparkoknak, ikonikus célpontokon, üdülőkben és egyéb piacokon világszerte.

### Dokumentum archiválás üzletág
Dokumentum archiválás, azaz Information Management / Document Imaging. A Kodak Alaris képalkotó megoldásai lehetővé teszik a felhasználók számára az adatok rögzítését, digitális feldolgozását papír alapú és elektronikai forrásokból egyaránt. 
A megoldások lehetővé teszik, hogy a tartalmakból értékes információkat vonjanak ki és dolgozzanak fel, és a megfelelő  információkat a megfelelő embereknek a megfelelő időben juttassák el. 
A megoldásaik között díjnyertes szkennerek, rögzítő és információkezelő szoftverek találhatók, melyekhez az iparág vezető szolgáltatásai és támogatásai egyre bővülő skálája kapcsolódik.

#### Dokumentumszkennerek
A Kodak Alaris továbbra is a Kodak márkanévvel fémjelzett dokumentumszkenner készülékeket forgalmazza, azonban ezen készülékek fejlesztését, gyártását és terjesztését teljes egészében a Kodak Alaris végzi, pusztán a készülékek márkanevét tartotta meg a neves elődjétől. A több mint 30 típusú dokumentumszkenner jelenleg 4 termékosztályba sorolható, a feladat típusa és a szkennelési sebesség/napi kapacitása alapján:
- Hálózati szkenner eszközök: önálló készülékek, amelyek a számítógép hálózatra kötve használhatók vezérlő számítógép nélkül.
- Asztali szkennerek: 20 - 60 lap / perc teljesítményű készülékek
- Munkacsoportos szkennerek: 50 - 90 lap / perc teljesítményű készülékek
- Nagy teljesítményű szkennerek: 110 - 200 lap / perc teljesítményű készülékek

Ezen felül speciális dokumentum kamerát és fotószkennereket (Picture Scanning) is találhatunk a portfólióban.

#### Dokumentumszkennelő alkalmazások
Ezen alkalmazások az egyszerű dokumentum szkenneléstől, a minden igényt kielégítő szkennelő-dokumentum menedzselő alkalmazásig fedik le a felhasználó igényeit. Nem csak a számítógépre, de Sharepointra, vagy más felhőalapú alkalmazásba is szkennelhetünk. A cég folyamatosan fejleszti és követi a legújabb technológiákat.

#### Szerviz szolgáltatás és terméktámogatás
A szerviz szolgáltatás és terméktámogatás külön üzletág, amely szintén a cég elődjének hagyományait követi. A Kodak Service & Support világszerte elismert támogatási rendszer.
A Kodak Alaris ügyfelei a nagy multinacionális vállalatoktól a legkisebb cégekig terjed a minden igényt lefedő technikai portfóliójának köszönhetően. A cég folyamatos átalakulása és fejlődése a mai napig tart.

## Főbb gyártási helyek
A Kodak Alaris jelenleg is gyártója elsősorban a dokumentumszkennereknek és kioszkoknak, de más termékek gyártását is megörökölte a cég elődjétől. A termékek gyártása a következő helyeken történik:
- Harrow, Egyesült Királyság
- Shanghai, Xiamen és Wuxi, Kína
- Windsor, Colorado
- Manaus, Brazília
- Rochester, New York